# 王文教
王文教（1933年—2022年12月25日），出生于印度尼西亚，籍貫福建南安，中國羽毛球运动员及教练。
1954年回国，加入中国国家羽毛球集训队。1972年起任国家羽毛球集训队教练。在他担任国家队主教练期间，曾將中国羽毛球带到其體壇史中最高的成就，曾多次包揽世界大赛所有单项冠军。1992年因为杨阳等人退役后队内人才培养青黄不接导致成绩滑坡而辞职，由李永波担任总教练。2019年，王文教被授予“人民楷模”国家荣誉称号。
2022年12月25日在北京病逝，享年89岁。